# عزلة كالة والأحيام
عزلة كالة والأحيام هي إحدى عزل مديرية وصاب العالي في محافظة ذمار اليمنية. بلغ تعداد سكانها 2517 نسمة حسب التعداد السكاني في اليمن لعام 2004.

## روابط خارجية
- الجهاز المركزي للإحصاء بالجمهورية اليمنية
- المركز الوطني للمعلومات باليمن
- World Gazetteer:Yemen
- الدليل الشامل